# Derek Allen
Derek Fortrose Allen (29 mai 1910 - 13 juin 1975) est un numismate britannique, secrétaire de la British Academy de 1969 à 1973 et trésorier de cette organisation de 1973 jusqu'à sa mort.

## Biographie
Né à Epsom, Surrey, Allen rejoint le personnel du British Museum en 1935 en tant que conservateur adjoint dans la salle des pièces. Relativement inexpérimenté en numismatique au début, il doit bientôt faire face au classement des pièces Édouard Ier et II dans le trésor Boyton de 4 000 pièces, suivi du classement du legs Clarke-Thornhill de 12 000 pièces. Il est reconnu comme la principale autorité sur les pièces de monnaie britanniques anciennes et comme l'une des principales autorités sur les questions continentales contemporaines. Son projet sur la définition de la monnaie d'Henri II est interrompu par la Seconde Guerre mondiale et est finalement achevé en 1947.
Allen rejoint la British Numismatic Society en 1935 et en est le secrétaire de 1938 à 1941 et est rédacteur en chef des volumes XXII et XXIII du Journal. Il est élu président de 1959 à 1963, reçoit la médaille Sanford Saltus en 1953 et est élu membre honoraire en 1971. Il est ensuite président de la Royal Numismatic Society de 1966 à 1970 et reçoit la médaille de cette société en 1966.
Il est élu membre de la British Academy en 1963 et termine sa carrière comme secrétaire, puis trésorier de l'Académie. Après sa mort en 1975, sa veuve Winifred Allen crée avec l'Académie en 1976 un prix à sa mémoire - le prix Derek Allen - qui esy décerné chaque année pour récompenser des travaux publiés exceptionnels en musicologie, études celtiques et numismatique.